# Radfordia ensifera
Radfordia ensifera är en spindeldjursart som först beskrevs av Poppe 1896.  Radfordia ensifera ingår i släktet Radfordia och familjen Myobiidae. Inga underarter finns listade i Catalogue of Life.